# Anaclet
|  | Per a altres significats, vegeu «Anaclet II». |

Anaclet (Roma? o Atenes?, ? – Roma, 88/91), també anomenat Clet i Ananclet, és considerat el tercer bisbe de Roma i el segon successor de sant Pere, després de Lli. Malgrat que l'ordre de successió en els primers papes no és clara, en el catàleg oficial de la Santa Seu, l'Annuario Pontificio, hi consta com el tercer i situa el seu pontificat entre els anys 76 i 88. Els historiadors matisen les dates i no adscriuen dates concretes ni fixes a aquest bisbe sinó aproximades, entre els anys 76/80 i 88/91.
D'altra banda, sumada a la poca informació dels primers bisbes romans, la doble denominació entre Anaclet i Clet, del qual es creu que és un diminutiu utilitzat per algun autor antic, va donar peu a confusió i a la creació, de fet, de dos bisbes diferenciats en obres com el Liber Pontificalis, que considera Clet el tercer bisbe de Roma i Anaclet el cinquè. No obstant això, actualment i des de fa anys, tant els historiadors com la Santa Seu segueixen la llista aportada per Ireneu de Lió i consideren que els dos noms designen una mateixa persona i que la diferenciació va ser un error històric accidental a causa de la doble nomenclatura.
Tradicionalment considerat màrtir, si bé el seu martiri ha estat posat en dubte, és venerat com a sant per l'Església catòlica. La seva festivitat se celebra el 26 d'abril. Abans de la reforma litúrgica del Concili Vaticà II de 1960, la litúrgia romana commemorava dos sants fruit de la duplicitat errònia. El 26 d'abril se celebrava el dia de Clet, mentre que a Anaclet tenia reservat el 13 de juliol.

## Duplicitat
Identificar i considerar vertadera l'existència dels primers bisbes de Roma és difícil a causa de l'escassesa de dades. En el cas d'Anaclet, una tradició en les llistes episcopals romanes a partir de mitjans de segle iv, considerada errònia, hauria convertit un sol bisbe en dos. En termes generals, i seguint el Liber Pontificalis, apareix Clet en el tercer i a Anaclet en el cinquè lloc.
Els autors més antics, com Ireneu de Lió i Eusebi de Cesarea, empren els dos noms per a referir-se a una mateixa persona indistintament, mentre que Tertul·lià ignora i omet la informació sobre aquest bisbe en la seva obra. Sí que és fruit d'aquesta època la confusió en l'ordre pontifical dels primers bisbes successors de sant Pere, que es complica en produir-se la duplicitat d'Anaclet durant el segle iv. La notícia d'un únic bisbe és confirmada posteriorment per l'autor anònim del Tractat contra Artemó, del segle iii, en època de Víctor I. Tanmateix, altres autors com Optat de Milevi, Agustí d'Hipona, Epifani de Salamina i Jeroni d'Estridó confirmen l'existència d'un únic Anaclet.
Generalment, s'apunta que va ser un error accidental dels copistes a l'hora d'introduir aquest bisbe a les llistes amb el nom Anaclet ('ΑνέγκλητοϚ) i Clet (ΚλῆτοϚ), que de fet és la seva abreviatura i, com s'ha esmentat, provoquen els primers indicis de confusió aproximadament a mitjans del segle iv, si no abans. En aquest moment s'estan redactant llistes i catàlegs episcopals, com el Catàleg Liberià, que després s'acaben fusionant els uns amb els altres, sorgint obres com el Martyrologium Hieronymianum i el Liber Pontificalis, en el darrer cas, que obté la informació d'obres com el Carmen contra Marcionem o el Catàleg Felicià i el Liberià, i tant estableix ordres pontificals diferents i crea biografies diferents per a cadascun dels dos noms, amb diferents orígens geogràfics i diferents cronologies.
Historiadors contemporanis com Louis Duchesne van pronunciar-se a favor d'una sola persona per a aquests dos noms. De fet, a la versió anglesa de 1916 del Liber, Louise Loomis apunta que Anaclet i Clet eren dues formes del mateix nom i que el cinquè bisbe fou en realitat Evarist. Avui dia l'Església segueix oficialment l'ordre ofert originàriament per sant Ireneu l'any 180, considerant l'ordre establert de Pere, Lli, Anaclet, Climent i Evarist, fent menció d'Anaclet i Clet com una mateixa persona. Per tant, les obres anteriorment esmentades datades del segle iv i posteriors són considerades errònies.

### La qüestió del nom

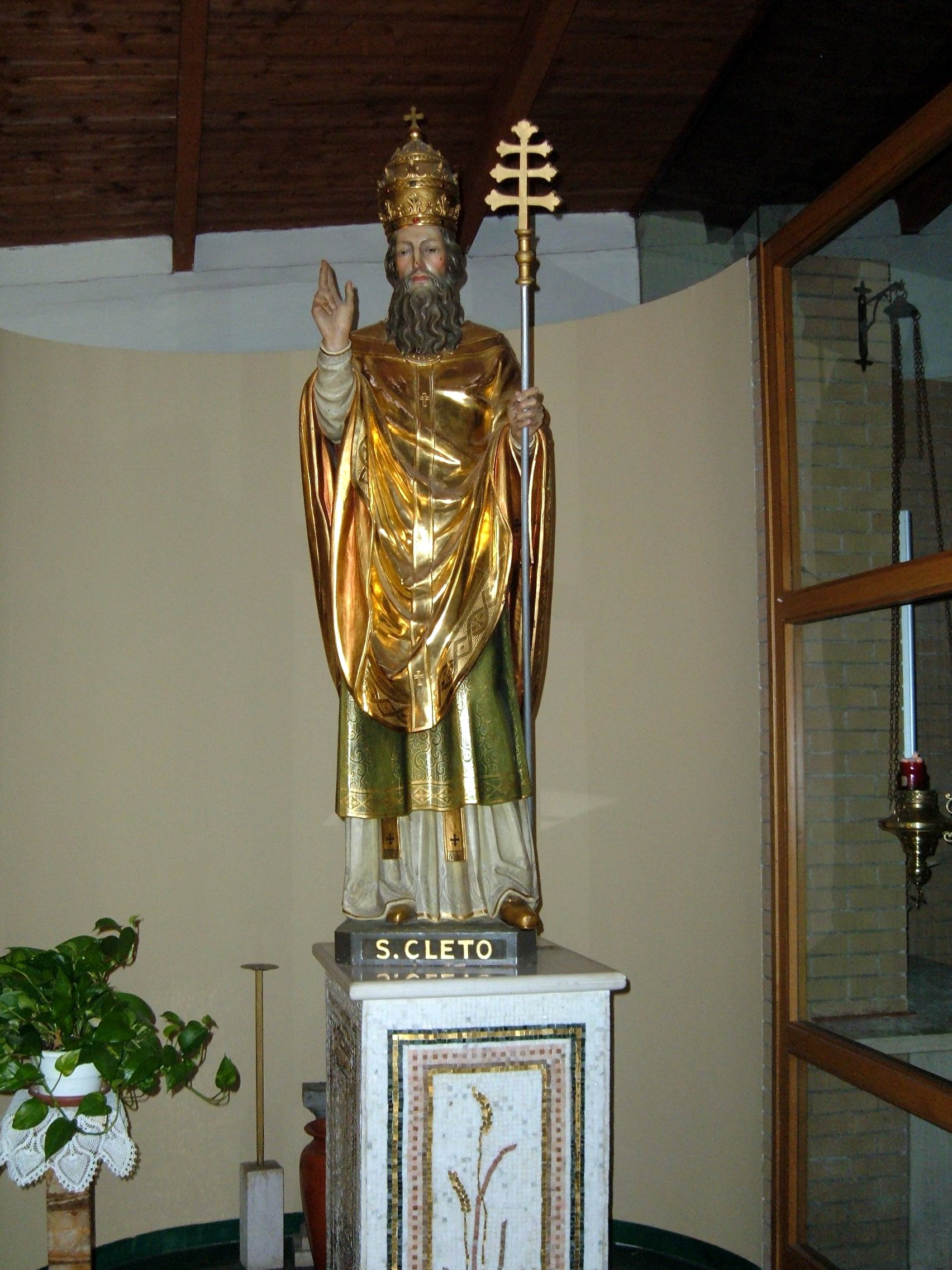
Estàtua dedicada del papa a l'església de San Cleto de Roma

A banda de la confusió per la possible duplicitat, hi ha el problema en quin va ser el nom real d'aquest bisbe. Pel que fa al seu origen, ambdós són grecs, però, tanmateix, els seus significats són diferents: Anaclet significa «irreprensible» o «impecable», també té la connotació d'«antic esclau», mentre que Clet significa «el convocat» o «el cridat».
Les teories sobre quin dels dos noms va utilitzar o el perquè del seu ús i significat són diverses, però Gurugé creu que l'ús de Clet per fer desaparèixer la connotació d'antic esclau no és plausible, car en aquella època no era un gran estigma social. Un segon cas seria que Clet fos el seu nom original i en esdevenir bisbe de Roma l'allargués a Anaclet per donar-li el sentit d'irreprensible; això ocorreria durant el seu episcopat, però també podria haver estat atribuït després pels historiadors de l'Església antics, almenys abans de c.175, quan Ireneu de Lió li dona aquest nom a la seva obra. Alguns han relacionat el significat d'aquest nom amb l'afirmació de sant Pau l'Epístola a Titus, a la Bíblia, dient «[…] que cada un sigui irreprensible, marit d'una sola muller, que tingui els fills creients, no titllats de llibertinatge ni insubmisos. Perquè cal que el bisbe sigui irreprensible, com a administrador de Déu; que no sigui arrogant, ni iracund, ni donat al vi, ni violent, ni donat a negocis bruts [...].»
Cal tenir en compte que el seu nom també apareix en la successió de papes al cànon romà de la missa, específicament al Comunicantes, així com en la llista de màrtirs i en documents del segle iv, però ho fa amb el nom de Clet, aportant encara més confusió. No obstant això, aquest fet suposaria que en realitat aquest bisbe no hauria estat conegut pel nom d'Anaclet, sinó pel que hauria estat el seu nom de naixement, o eclesiàstic, és a dir Clet.

## Biografia
És difícil construir una biografia amb les escasses i dubtoses dades i la duplicitat entre Anaclet/Clet. El seu origen és difícil de discernir. Segons Francesco Scorza, la falta de més notícies històriques sobre ambdós demostra que es remunten a un únic personatge. Si se segueix el Liber Pontificalis, aquest diu que Clet era el tercer bisbe i era d'origen romà, del districte vicus Patricius, fill d'Emilià, mentre que Anaclet era el cinquè i era d'origen grec, fill d'un atenès anomenat Antíoc. L'Annuario Pontificio segueix la primera versió i el fa romà.
En termes més generals, segons A. Hauck, Anaclet hauria sigut un prevere romà de finals del segle i, probablement consagrat per sant Pere, com en el cas del seu predecessor, Lli. Philip Schaff opina que Anaclet, i també Lli i Climent I, va ser present en l'administració de l'Església per part de Pere i Pau, bé com assistent o en el govern d'algun sector o congregació, car l'Església no era encara una estructura centralitzada. Segons l'opinió de Richard Lipsius Anaclet era un prevere.

### Pontificat

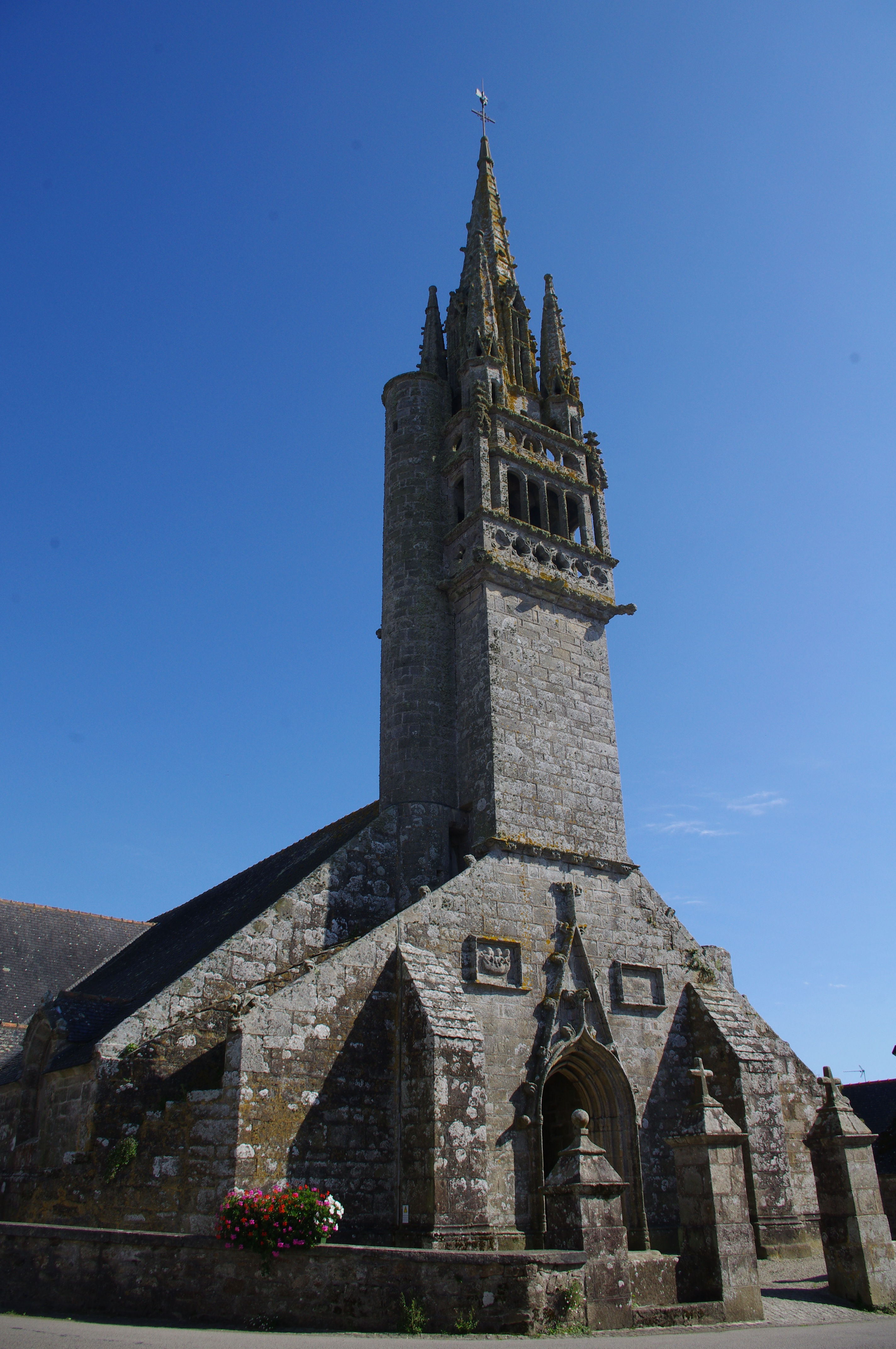
Església de Sant Clet a Cléden-Cap-Sizun (França)

Pel que fa a les dates de pontificat, Anaclet apareix en la llista d'Ireneu de Lió com a successor de Lli i predecessor de Climent I, i la notícia és confirmada per Eusebi de Cesarea, que esmenta que va ser el segon bisbe de Roma, des de l'any 80, dotzè any del regnat de l'emperador Domicià, i després de dotze anys de pontificat el substitueix Climent. El Catàleg Liberià el situa després de Climent, entre els anys 77 i 88, amb una duració de dotze anys, deu mesos i tres dies, sota el regnat de Domicià. La Santa Seu, al catàleg oficial de papes, l'Annuario Pontificio, estableix el pontificat, entre el 76 i el 88, probablement per convenció, en tant que els autors contemporanis acostumen a donar un marge aproximat més ample.
El context històric en què se situa és el regnat de l'emperador Domicià (84-95). Aquest va promulgar una persecució contra els cristians, negada no obstant per Joseph Cullen, durant la qual es diu va ser capturat Joan Evangelista, i és suposadament exiliat a l'illa Patmos, on hi hauria escrit alguns documents profètics com l'Apocalipsi, i en tornar a Efes, escriu llurs cartes i evangeli.
Les seves disposicions apareixen explicades generalment en el Liber Pontificalis. No obstant això, s'han considerat falses, i probablement són fruit de la intenció de l'autor del catàleg de mostrar que aquest bisbe va estar seguint les disposicions de sant Pere, associat al govern de l'església encara en vida de l'apòstol. Per exemple, s'esmenta l'establiment de les parròquies i el nomenament de 25 sacerdots es relaciona amb el mateix nombre de títols existents a Roma a finals del segle v, resultant una forma de justificar la seva existència. D'altra banda, a qui el Liber anomena Anaclet li atribueix la construcció i adornament d'un lloc d'oració i memòria a Pere i un lloc d'enterrament per als bisbes romans al costat d'on estava enterrat l'apòstol.
A les decretals pseudoisidorianes se li atribueixen una sèrie de textos apòcrifs: tres cartes, l'Epistola ad Episcopos Italiae de Ordinatione Archiepiscoporum, l'Epistola de Opressione et Laceratione Christianorum i l'Epistola de Patriarchis et Primatibus ac Reliquis, i una altra obra anomenada Vita.

### Mort
La tradició cristiana el fa màrtir. Es discuteix si realment va patir persecució, durant el regnat de Domicià o el de Trajà, o bé que hagués mort en pau. La data de la seva mort no és exacta, i s'acostuma a citar entre els anys 90 i 91. Tanmateix, malgrat la duplicitat en el Liber Pontificalis, aquesta obra esmenta en ambdós casos que Anaclet/Clet va ser enterrat al turó Vaticà, al costat de sant Pere, un el dia 26 d'abril i l'altre el 13 de juliol. No obstant això, a causa de la duplicitat, al llarg del temps van aparèixer dos sants màrtirs en els diferents martirologis. El Martirologium Hieronymianum introdueix ambdós bisbes en diferents dates, el 23 i el 31 de desembre. El de Beda, de finals del segle viii, fa una correcció de l'anterior i estableix a Clet el 26 d'abril. El Martyrologium Floro estableix la festivitat d'Anaclet, seguit del Martyrologium Adonis, però que també introdueix la de Clet el 13 de juliol. Caesar Baronius també inclou ambdues dates.
La commemoració del 13 de juliol va ser suprimida en la reforma litúrgica del Concili Vaticà II, el 1960. Posteriorment, en el Calendarium Romanum promulgat el 1969, tampoc s'ha inclòs la data del 26 d'abril a causa de la seva dubtosa condició de màrtir. No obstant això, continua al Martirologi Romà. Ferdinando Ughelli informa d'una tradició sense fonaments històrics que Anaclet hauria estat el primer bisbe de Ruvo di Puglia, enviat expressament per sant Pere. El seu culte està lligat a la cripta sota l'església, unes restes probablement de l'època romana dels Antonins o dels Severs.